# Kåre Bremer
Kåre Bremer (Lidingö, 17 januari 1948) is een Zweedse botanicus.
Tussen 1972 en 1980 was hij achtereenvolgens universitair docent en universitair hoofddocent op de afdeling botanie aan de Universiteit van Stockholm. In 1976 promoveerde hij aan deze universiteit. Tussen 1980 en 1989 was hij hoofdconservator op de afdeling zaadplanten van het Naturhistoriska riksmuseet, het nationale natuurhistorische museum van Zweden. Tussen september 1985 en maart 1986 was hij ook nog onderzoeksmedewerker en conservator Afrikaanse botanie bij de Missouri Botanical Garden. Tussen 1989 en 2004 was hij hoogleraar in de systematische botanie aan de Universiteit van Uppsala. Vanaf februari 2004 is hij rector magnificus van de Universiteit van Stockholm.
Bremer is als coördinator werkzaam in de Angiosperm Phylogeny Group. Hij is lid van de Kungliga Vetenskapsakademien, de American Society of Plant Taxonomists, de Botanical Society of America en de Linnean Society of London (in 1998 als 'Fellow' verkozen). Hij is een van de oprichters van de Willi Hennig Society, waarvan hij van 1985 tot 1988 de voorzitter was. De planten Athanasia bremeri en Pseudoblepharispermum bremeri zijn naar hem vernoemd.
Bremer houdt zich bezig met cladistisch onderzoek van planten, dat hij samen met Hans-Erik Wanntorp promootte met het artikel Phylogenetic systematics in botany dat in 1978 in het tijdschrift Taxon verscheen. Hij doet onderzoek naar de fylogenie en classificatie van diverse taxa binnen de composietenfamilie (Asteraceae), waarvoor hij onder meer veldwerk verrichtte in Zuid-Afrika. De resultaten van dit onderzoek zijn onder meer te vinden in het wetenschappelijke artikel Tribal Interrelationships of the Asteraceae en het boek Asteraceae: Cladistics and Classification. Daarnaast onderzoekt hij in tropisch Azië het geslacht Memecylon uit de familie Melastomataceae en heeft hij bijgedragen aan de Flora of Ceylon. Tevens onderzoekt hij de relaties binnen de Asteriden. Ook verricht hij biogeografisch onderzoek, met name van de Asteriden en de eenzaadlobbigen.
Bremer is (mede)auteur van artikelen in wetenschappelijke tijdschriften als American Journal of Botany, Annals of the Missouri Botanical Garden, Botanical Journal of the Linnean Society, Nordic Journal of Botany, Novon, Systematic Botany, Taxon en Willdenowia. Hij is (mede)auteur van meer dan tweehonderd botanische namen.
Hij is getrouwd met Birgitta Bremer, die eveneens actief is als botanicus. Ze hebben twee kinderen.